# Anton Belfroid
Anton Belfroid (Vlissingen, 26 december 1967) is een Nederlands voormalig voetballer die als middenvelder en aanvaller bij NAC en VC Vlissingen speelde. Hij is de tweelingbroer van Adrie Belfroid, die zeven minuten ouder is. Ze speelden het grootste gedeelte van hun carrières samen.

## Carrière
Anton Belfroid speelde in de jeugd van SV Walcheren, waar hij ook in het eerste elftal speelde. In 1986 vertrok hij samen met zijn tweelingbroer Adrie naar Jong NAC. Na een seizoen maakte hij in tegenstelling tot zijn broer de overstap naar de eerste selectie van NAC, waar hij enkele wedstrijden in de Eerste divisie speelde. Nadat de broers niet uit een contractonderhandeling kwamen, werd hun contact niet verlengd en keerden ze terug naar Walcheren. Na een jaar vertrokken ze naar hoofdklasser VC Vlissingen. In 1990 maakte Vlissingen de overstap naar het betaald voetbal. Belfroid speelde drie wedstrijden in de Eerste divisie, maar scheurde in een oefenwedstrijd tegen VV Bevelanders de kruisbanden van zijn rechterknie. Hierdoor kwam hij de rest van het seizoen niet meer in actie, en ook het seizoen erna niet. Na het faillissement van VCV Zeeland in 1992 stopte Anton met voetballen door deze blessure, maar enkele maanden dook hij toch weer op bij VV Middelburg, waar zijn broer ook speelde. In 1993 stapten ze over naar VV Veere.

### Statistieken
| Seizoen                   | Club           | Land           | Competitie     | Competitie | Competitie | Beker | Beker | Totaal | Totaal |
| Seizoen                   | Club           | Land           | Competitie     | Wed.       | Dlp.       | Wed.  | Dlp.  | Wed.   | Dlp.   |
| ------------------------- | -------------- | -------------- | -------------- | ---------- | ---------- | ----- | ----- | ------ | ------ |
| 1990/91                   | VC Vlissingen  | Nederland      | Eerste divisie | 3          | 0          | 0     | 0     | 3      | 0      |
| 1991/92                   | VCV Zeeland    | Nederland      | Eerste divisie | 0          | 0          | 0     | 0     | 0      | 0      |
| Carrièretotaal            | Carrièretotaal | Carrièretotaal | Carrièretotaal | 3          | 0          | 0     | 0     | 3      | 0      |
| Bijgewerkt op 10 mei 2022 |                |                |                |            |            |       |       |        |        |